# بخش بروک پارک، شهرستان پاین، مینه سوتا
بخش بروک پارک (به انگلیسی: Brook Park Township) یک منطقهٔ مسکونی در ایالات متحده آمریکا است که در شهرستان پین، مینه‌سوتا واقع شده‌است.
 بخش بروک پارک ۷۸٫۰ کیلومتر مربع مساحت و ۴۹۵ نفر جمعیت دارد و ۳۱۴ متر بالاتر از سطح دریا واقع شده‌است.